# Василюк Роман Вікторович
Рома́н Ві́кторович Василю́к — український льотчик Су-25, військовослужбовець, підполковник Збройних сил України, учасник російсько-української війни. Лицар ордена Богдана Хмельницького III ступеня (2022).

## Життєпис
14 березня 2022 року при виконанні бойового завдання був збитий ворожими військами ППО над м. Волновахою Донецької области. Зміг катапультуватися, але зазнав поранення й потрапив у полон до окупантів. Пройшов через численні допити російських спецслужб. До свого звільнення перебував в обласній центральній клінічній лікарні Донецька.
24 квітня 2022 року повернувся на підконтрольну Україні територію. Одразу після звільнення український пілот зустрівся з начальником ГУР МО Кирилом Будановим і Секретарем РНБО Олексієм Даніловим.

## Нагороди
- Орден Богдана Хмельницького III ступеня (14 травня 2022) — за особисту мужність і самовіддані дії, виявлені у захисті державного суверенітету та територіальної цілісності України, вірність військовій присязі[1].

## Військові звання
- підполковник.